# Thijs Demeulemeester
Thijs Demeulemeester (1982) is een Vlaamse journalist. 
Hij schrijft onder meer voor de tijdschriften Weekend Knack, Focus Knack, Trends en Gentleman (allen Roularta) en de krant De Tijd. Demeulemeester begon zijn carrière met lifestyle en faits-divers maar richt zich tegenwoordig meer op design, mode en fotografie. 

## Achtergrond
Demeulemeester groeide op in Waregem en was daar lange tijd actief in de Chiro. Hij is een klassiek geschoold gitarist. Hij studeerde communicatiewetenschappen en journalistiek.
- Gemeinsame Normdatei: 1133365574
- International Standard Name Identifier: 0000 0004 1704 3349
- Library of Congress Control Number: no2013078192
- Nationale Bibliotheek van Tsjechië: xx0275121
- Nederlandse Thesaurus van Auteursnamen: 371485916
- Système universitaire de documentation: 156401061
- Virtual International Authority File: 305041751
- WorldCat: E39PBJptX7JFqgHGm3kQT43bBP